# Janusz Ślązak
99
Janusz Lubomir Ślązak (20. marts 1907 i Warszawa – 24. februar 1985 i Warszawa) var en polsk roer som deltog i flere olympiske lege, 1928 i Amsterdam, 1932 i Los Angeles og 1936 i Berlin.
Ślązak vandt en sølvmedalje i roning under OL 1932 i Los Angeles. Han kom på en andenplads i toer med styrmand, efter USA, sammen med Jerzy Braun og Jerzy Skolimowski som var styrmand.
Ślązak var også med på den polske fire med styrmand som kom på en tredjeplads efter Tyskland og Italien. Mandskabet på fireren var, Jerzy Braun, Janusz Ślązak, Stanisław Urban, Edward Kobyliński og Jerzy Skolimowski som var styrmand.